# Padangsidempuan
Padang Sidempuan est une ville de Sumatra du Nord, en Indonésie. Couvrant une superficie de 114,65 km², elle compte 178 818 habitants en 2000 et 191 554 habitants en 2010. Elle a été le chef-lieu du kabupaten de Tapanuli du Sud, avant que celui-ci ne soit déplacé à Sipirok.

## Transports
La ville est desservie par l'aéroport d'Aek Godang (en).